# Stryktåliga datorer

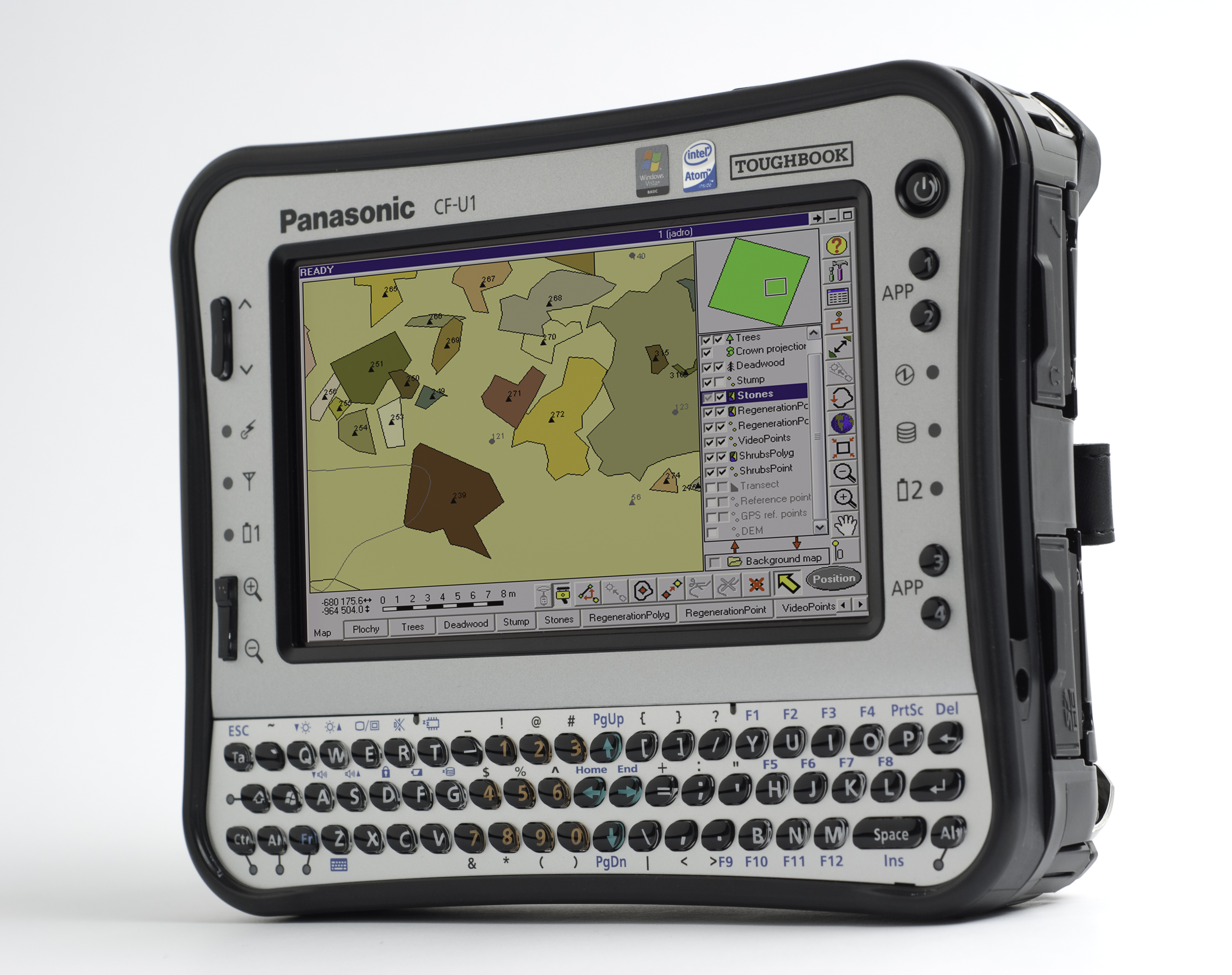
En stryktålig dator

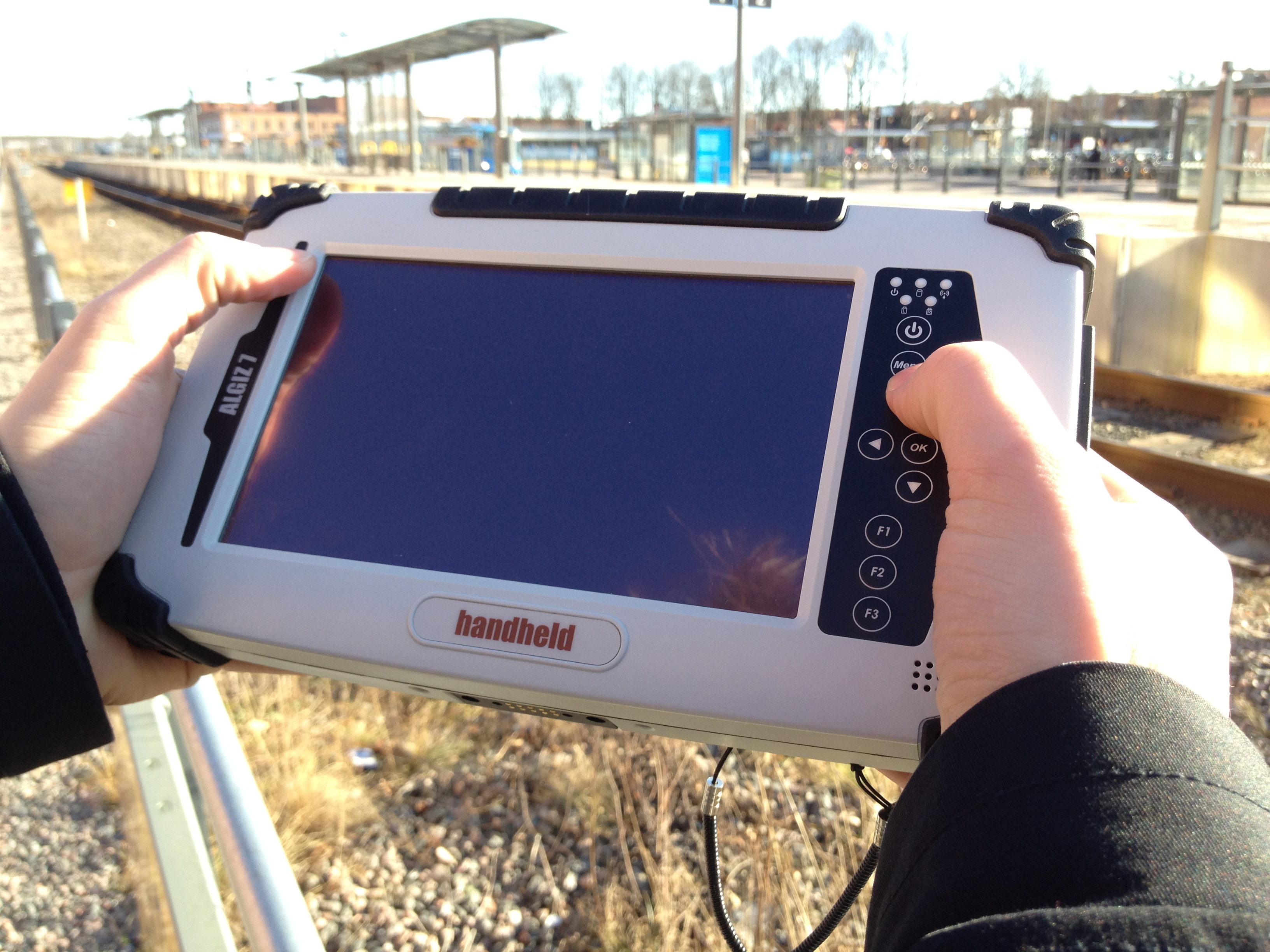
Bärbar och stryktålig dator

En stryktålig dator (på engelska rugged eller ruggedized computer) är en dator som är specifikt utvecklad och utformad för att fungera tillförlitligt under hårdhänt bruk och under svåra förhållanden och miljöer, t.ex. starka vibrationer, extrema temperaturer och fuktiga eller dammiga förhållanden. Det finns olika definitioner på stryktålighet, och olika nivåer av stryktålighet. De i branschen mest använda specifikationerna är: temperaturskala, MIL-STD-810F/G, IP.
Vanliga användningsområden är inom branscher som kollektivtrafik, logistik, geomatik, underhåll, skogsbruk, bygg, gruvor, vatten- och elverk, militär verksamhet samt säkerhet.
Ett ökat behov av mobilitet i dagens arbetsmiljöer, samt en ökad tillgänglighet och lägre priser på trådlöst bredband driver marknadstillväxten för stryktåliga mobila datorer och handdatorer. Den årliga tillväxten för stryktåliga datorer är 8,6 procent[källa behövs]. Handheld är en svensk tillverkare av stryktåliga datorer. Andra är JLT, Aqeri, CC Systems och MILDEF.
Stryktåliga datorer är redan från början konstruerade för hårdhänt användning i utmanande miljöer, såväl i innandömet som i det yttre skalet. Praktiskt taget alla stryktåliga datorer har samma underliggande designfilosofi: att tillhandahålla en säker miljö för den installerade elektroniken. De elektroniska komponenterna i sig kan vara utvalda för deras förmåga att motstå högre och lägre temperaturer än vanliga (s.k. kommersiella) datorer. De innehåller funktioner som slutna tangentbord för att skydda mot intrång av damm eller vätskor, och reptåliga skärmar som kan läsas i direkt solljus.
Stryktåliga datorer är dyrare i inköp än standarddatorer. Dock har studier visat att den totala ägandekostnaden (TCO) är 33-36 procent[källa behövs] lägre för stryktåliga datorer än för vanliga datorer då de används i fält och tuffa miljöer, tack vare färre reparationer och en längre hållbarhet, och därmed en bättre inverkan på produktiviteten.

## Standarder
- Temperaturskala anger det temperaturintervall under vilket datorn fungerar väl i drift. Detta kan för en stryktålig dator vara t.ex. från 20 minusgrader till 55 plusgrader.

- MIL-STD-810F/G är en militär standard etablerad 1962 och utarbetad av den amerikanska arméns testkommando. Standarden består av 24 olika tester för att utröna hur lämplig den testade utrustningen är för militära operationer i fält (t.ex. hög höjd, stötar m m). Standarden och testerna används numera ofta för att testa både militära och civila produkter, inklusive stryktåliga datorer.

- IP står för Ingress Protection rating och avser vilket skydd produkten har mot fasta föremål och vätskor, t.ex. damm, sand, regn och väta. Exempelvis kan en stryktålig dator vara IP56-klassad vilket betyder att den är skyddad mot damm men inte helt dammtät, och att den klarar vattenkaskader under tryck men inte bör sänkas ned helt under vatten en längre tid.